# Grafkapel van Elene

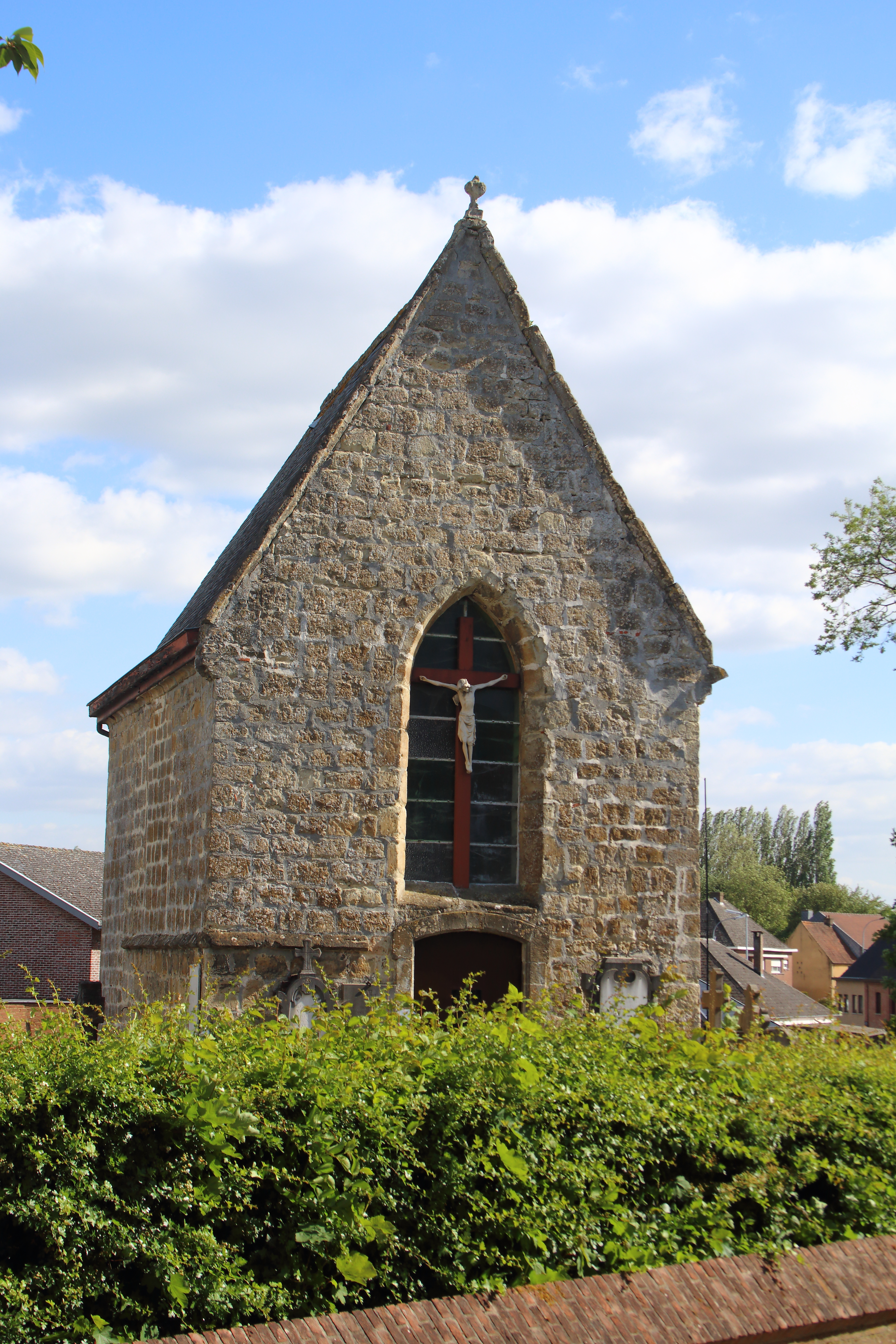
De grafkapel van Elene

De grafkapel van Elene is een kapel op het kerkhof aan de Molenbeekstraat in Elene, deelgemeente van de Belgische stad Zottegem. Het is de grafkapel van de familie della Faille, eigenaren van het kasteel van Leeuwergem. De kapel in Balegemse steen was oorspronkelijk de linker transeptarm van een gotische parochiekerk uit de 14de-15de eeuw. Deze werd in 1858 gesloopt en vervangen door de iets verderop gelegen Onze-Lieve-Vrouw-Geboorte en Sint-Jozefkerk. In de muren van de kapel werd een aantal grafstenen aangebracht uit de oude kerk. In 1935 werd onder de grafkapel een grafkelder gemetseld voor Jeannine Pichuèque, de echtgenote van textielindustrieel Léon Schockaert. Sinds 1981 is de grafkapel beschermd als monument.

## Afbeeldingen

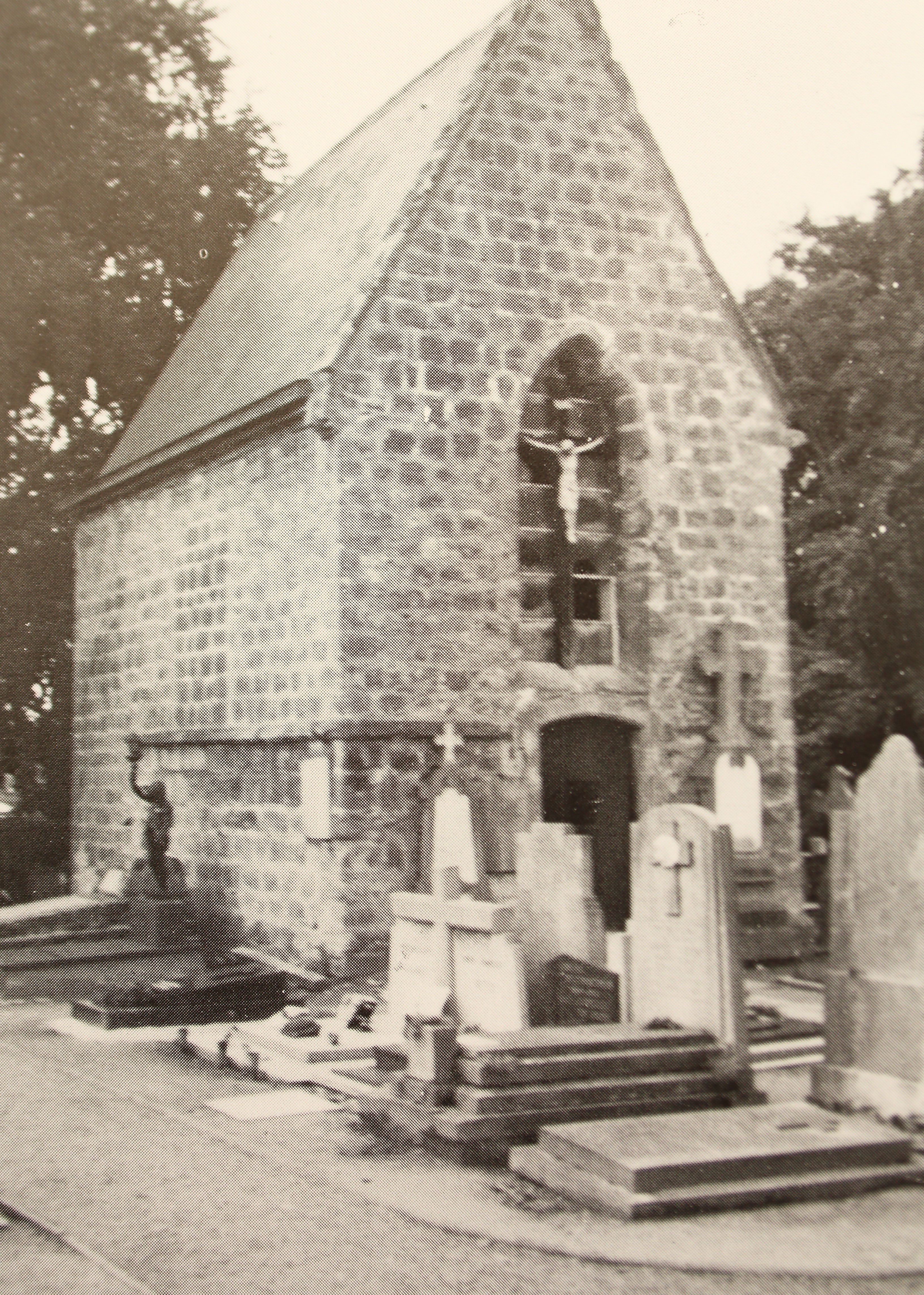
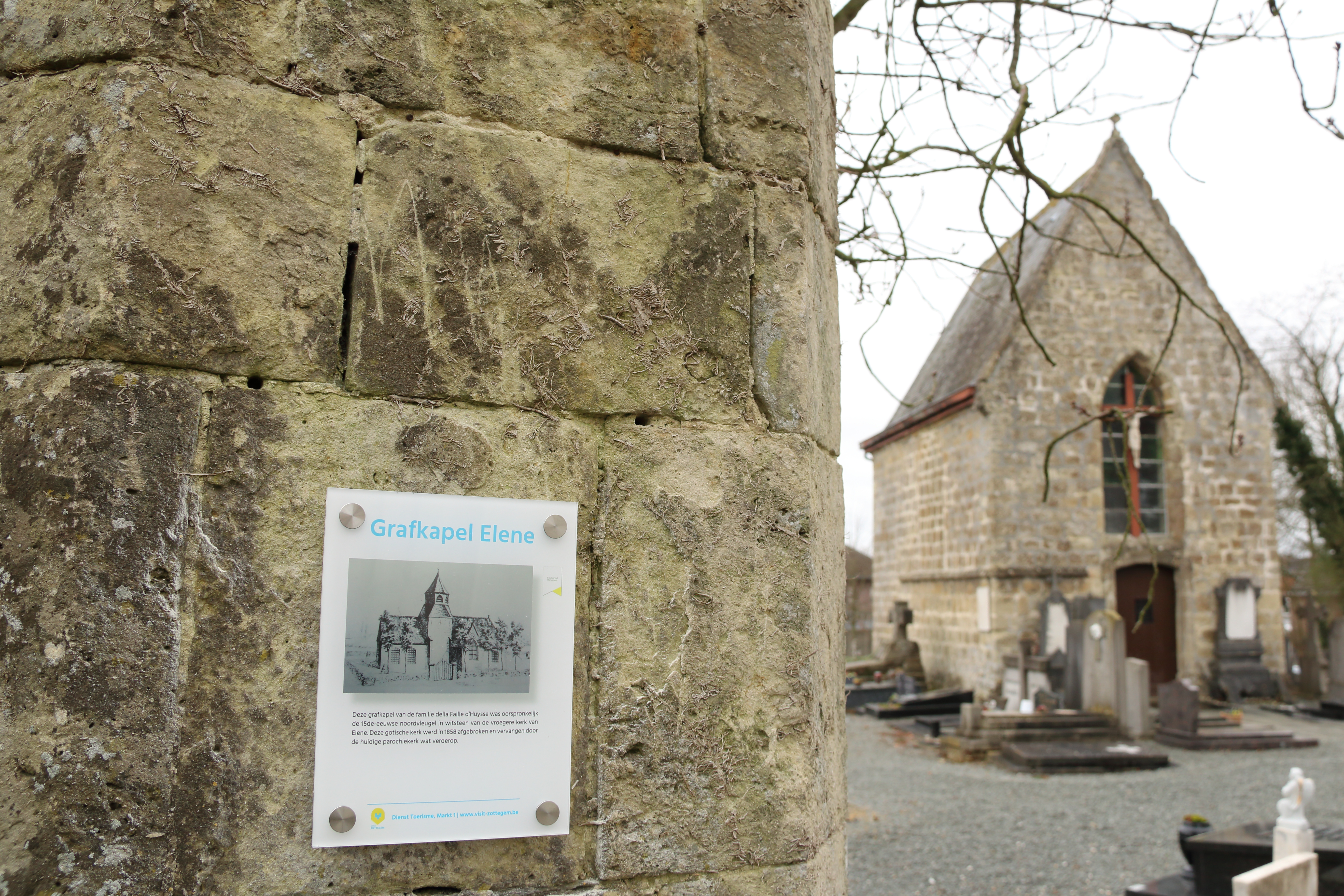
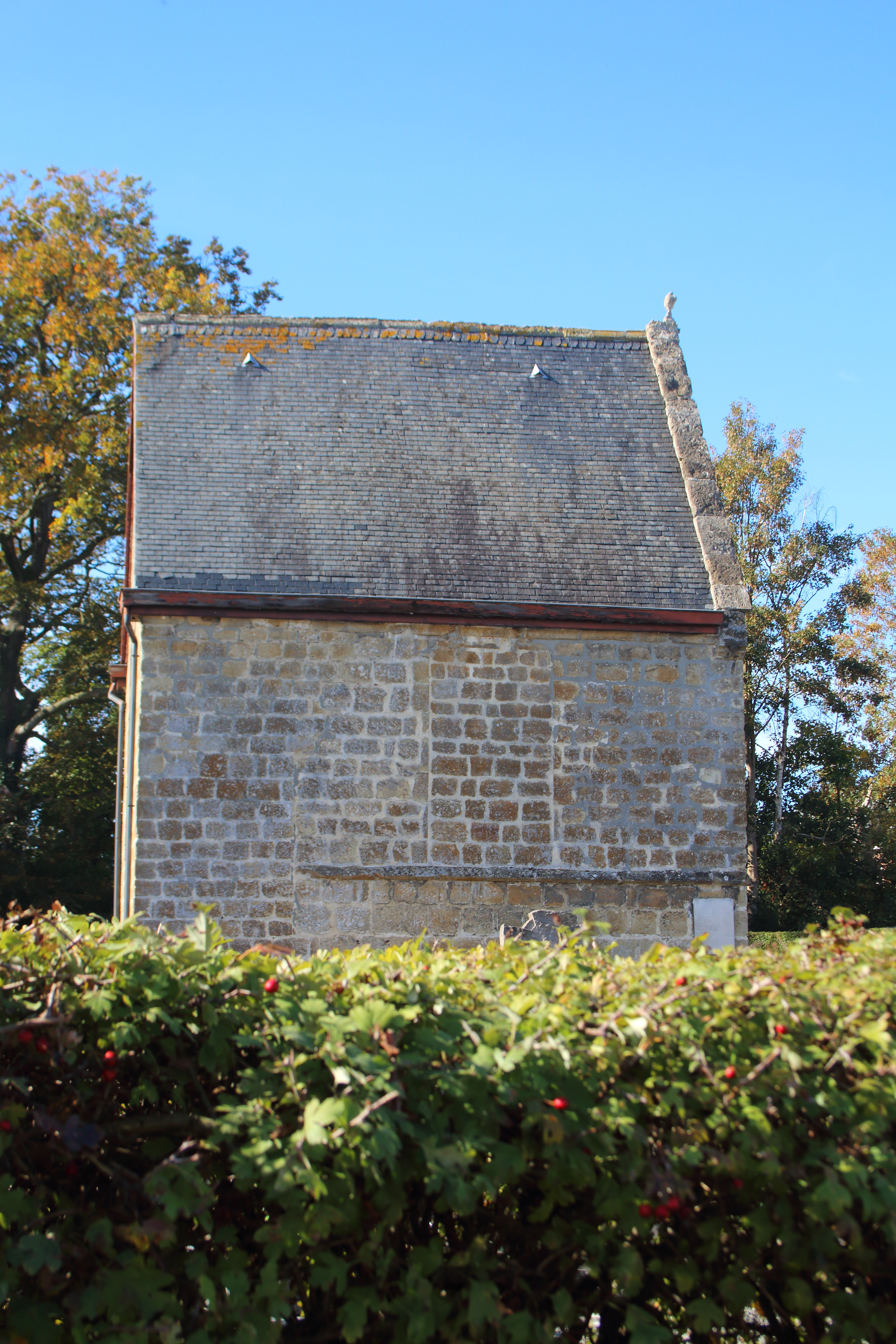